# Ligament palmaire du carpe
Le ligament palmaire du carpe est la partie épaissie du fascia antébrachial à l'avant du poignet.
Le ligament carpien palmaire est une structure différente de celle du rétinaculum des fléchisseurs de la main, mais les deux sont souvent confondus. Il est superficiel et proximal au rétinaculum des fléchisseurs.
Le ligament carpien palmaire est en continuité avec le rétinaculum des extenseurs de la main, qui est situé sur la face postérieure du poignet.